# Municipio de Spring Bay
El municipio de Spring Bay (en inglés: Spring Bay Township) es un municipio ubicado en el condado de Woodford en el estado estadounidense de Illinois. En el año 2010 tenía una población de 2643 habitantes y una densidad poblacional de 60,33 personas por km².

## Geografía
El municipio de Spring Bay se encuentra ubicado en las coordenadas 40°47′14″N 89°31′47″O / 40.78722, -89.52972. Según la Oficina del Censo de los Estados Unidos, el municipio tiene una superficie total de 43.81 km², de la cual 26,62 km² corresponden a tierra firme y (39,23 %) 17,19 km² es agua.

## Demografía
Según el censo de 2010, había 2643 personas residiendo en el municipio de Spring Bay. La densidad de población era de 60,33 hab./km². De los 2643 habitantes, el municipio de Spring Bay estaba compuesto por el 97,01 % blancos, el 0,34 % eran afroamericanos, el 0,53 % eran amerindios, el 0,61 % eran asiáticos, el 0,3 % eran de otras razas y el 1,21 % eran de una mezcla de razas. Del total de la población el 1,4 % eran hispanos o latinos de cualquier raza.